# RSRアールズレボリューション
『RSRアールズレボリューション』は、えぬえけいによる日本の少女漫画。『なかよし』（講談社）において、1998年6月号から11月号まで連載された。全6話。単行本は全1巻。

## あらすじ
普通の中学生である渡瀬里緒は、副担任の小田先生の指導の下、テストの順位が伸び盛りだった。しかし、実は里緒の成績で賭けを行っていた小田は、更に稼ごうと彼女へのカンニング強要を目論む。
その日、小田の本当の姿に落胆して帰宅した里緒の元へ、「親愛なるRさま」と書かれたパーティー招待メールが来ていた。載っていた暗号を解いてパーティー会場へ着いた里緒を含め3人の元へ現れたのは、学年首席で招待主の新島玲。玲は、「このメンバーでそれぞれの現状を改革していく集団（パーティー）を作りたい」と言うが…。

## 登場人物
渡瀬 里緒（わたせ りお）
私立秀茗学園に通う中学2年生。RS（アールズ）のメンバーの1人。2年F組。
父は外国へ単身赴任中、母も仕事で家にいない日の方が多く、メールでしか連絡を取り合わない。そのために一人暮らし状態。祖父が仕込んだ伝書鳩の十郎と暮らしている。
おじいちゃん子だったため、半年前に祖父を亡くした際に励ましてくれた副担任の小田先生を慕っていた。しかし、小田の本当の姿にショックを受ける。そんな時に来たパーティーの招待を受け、RSに参加する。
新島 玲（にいじま れい）
「親愛なるRさま」のメールを送った張本人。2年D組。
容姿が端麗で成績は常に学年首席と優秀だが、性格が悪いことで有名だった。学園の内部に不審を抱き、学園内部を調べていたところ、校内賭博や生徒のトラブルを知ってRSを創ることを思いつく。
実は学園長である篠宮栄一の息子で、学園を創るために養子へ出された。
赤穂 るか（あこう るか）
RSのメンバーの1人。2年A組。
抜群の演技力で演劇部に入部し、全国大会も経験したほどだったが、2年への進級と同時に突如退部。実は、部活の先輩である狩谷にハメられて退部を余儀なくされた。
その演技力でRSでも一役買っている。
武上 竜也（たけがみ りゅうや）
RSのメンバーの1人。2年C組。
バスケ部のエースとして期待されて入部したが、肩の故障によって退部。実は、監督が肩を完治させる時間をくれず、悪化してスタメンから外されたり無視されたためであった。
当初はRSとして監督に復讐するつもりだったが、監督が学園長によって辞めさせられたため、自分の中の問題（バグ）は無くなってしまった。

## サブタイトル

### 本編
1. Act1 親愛なるRさま
2. Act2 計画実行（プログラム ラン）!!
3. Act3 怪人（ファントム）は どこ!?
4. Act4 やなヤツの素顔
5. Act5 最強の標的（ターゲット）
6. Act6 PUSH-R（プッシュアール）

### 番外編
- 「RR大辞典!!」（1998年『なかよし』増刊『ふゆやすみランド』掲載、単行本に収録）
- 「RSS（アールズセンセーション）」（未収録）

## 書誌情報
- えぬえけい『RSRアールズレボリューション』〈講談社コミックスなかよし〉全1巻、1999年1月5日発売、ISBN 4-06-178908-2